# Pinguiochrysidaceae
Pinguiochrysidaceae (лат., от лат. pingue — жир) — семейство одноклеточных охрофитовых водорослей, выделяемое в монотипный класс пингвофициевых водорослей (Pinguiophyceae). К группе относят 5 видов, обитающих в планктоне и бентосе и значительно различающихся по строению.
Характерные черты — отсутствие клеточной стенки и высокое содержание в цитоплазме полиненасыщенных жирных кислот. Размеры представителей не превышают 40 микрометров.

## История изучения и таксономия
Первое описание представителя этой группы произвёл в 1975 году французский альголог Мари-Франс Мань-Симон (фр. Marie-France Magne-Simon) на материале микрообрастаний стенок морского аквариума на биологической станции в Роскофе. Исследователь отнёс новый вид к золотистым водорослям и дал ему название Polypodochrysis teissieri, связанное с необычной формой выделяемого клеткой домика с несколькими (от 1 до 8) трубчатыми устьями разной длины. В последующие 25 лет этот вид упоминали лишь в небольшом числе публикаций по таксономии золотистых водорослей. В одной из этих работ Polypodochrysis teissieri вместе с некоторыми другими видами переместили из порядка Stichogloales во вновь описанный порядок Tetrapionales, хотя впоследствии эта точка зрения также была пересмотрена, после чего вид приобрёл статус incertae sedis.
Значительные изменения произошли в 2002 году, когда в 50 томе журнала Phycological Research японские и американские исследователи опубликовали серию из шести работ, на которой основаны современные представления о группе. В ней были описаны четыре новых вида планктонных водорослей, что вместе с более подробным описанием Polypodochrysis teissieri, дало основания для выделения нового класса — Pinguiophyceae. Несмотря на значительные различия в строении и образе жизни пяти известных на настоящий момент видов, единство класса и принадлежность его к Heterokontophyta хорошо поддерживаются данными молекулярной филогенетики: сходством последовательностей 18S рДНК и гена rbcL, кодирующего одну из субъединиц Рубиско.

## Строение клетки
Одноклеточные и колониальные водоросли с монадным и коккоидным типами дифференциации таллома. Монады гетероконтные, длинный жгутик (отсутствует у зооспор) несёт трёхчастные мастигонемы, короткий жгутик гладкий. Жгутики прикреплены сбоку. Хлоропласты имеют типичное для охрофитовых строение, содержат пиреноид, хлорофиллы a и c, главный каротиноид — фукоксантин. Митохондрии с трубчатыми кристами. Водоросли содержат обычно высокий процент полиненасыщенных жирных кислот. Клеточная стенка отсутствует, могут вырабатывать домики.